# 叉斑鼠狐猴屬
叉斑鼠狐猴屬（学名：Phaner），靈長目鼠狐猴科的一屬，包括叉斑鼠狐猴等四种動物。這些動物原产于马达加斯加，並且人們仅在该岛的西部、北部和东部发现這些動物。

## 下属物种
本属包括以下物种：
- 德氏叉斑鼠狐猴 Phaner electromontis Groves & Tattersall, 1991
- 叉斑鼠狐猴 Phaner furcifer (de Blainville, 1839)
- 苍白叉斑鼠狐猴 Phaner pallescens Groves & Tattersall, 1991
- 帕氏叉斑鼠狐猴 Phaner parienti Groves & Tattersall, 1991